# Huascarayopsis paulensis
Huascarayopsis paulensis là một loài ruồi trong họ Tachinidae.